# Herrarnas keirin i bancykling vid olympiska sommarspelen 2004
Herrarnas keirin i bancykling vid olympiska sommarspelen 2004 ägde rum i Parnitha Olympic Mountain Bike Venue.
Detta bancykelformat avgörs under flera omgångar. I varje lopp tävlar fyra cyklister under 8 varv. De första 5,5 varven körs bakom en hare som successivt ökar hastigheten till 50 kilometer i timmen. Haren lämnade därefter banan och cyklisterna tävlade de sista 2,5 varven in i mål.
I den första omgången hölls fyra heat. De två främsta cyklisterna i varje heat gick till semifinalerna, och övriga cyklister tävlade vidare i återkvalet. Fyra av dessa cyklister avancerade därefter från återkvalet till semifinalerna, som totalt innehöll 12 cyklister. Två semifinaler kördes. De tre främsta cyklisterna i respektve semifinal gick till finalloppet, och cyklisterna inte förmådde att placera sig topp tre fick köra ett placeringslopp om platserna 7-12.

## Medaljörer
| Event            | Guld                   | Silver                        | Brons                  |
| Herrarnas keirin | Ryan Bayley Australien | José Antonio Escuredo Spanien | Shane Kelly Australien |

## Resultat

### Första omgången
| Placering | Namn                      |
| --------- | ------------------------- |
| 1         | Ryan Bayley (AUS)         |
| 2         | Labros Vasilopoulos (GRE) |
| 3         | Jamie Staff (GBR)         |
| 4         | Lukasz Kwiatkowski (POL)  |
| 5         | Theo Bos (NED)            |
| 6         | Toshiaki Fushimi (JPN)    |
| 7         | Jens Fiedler (GER)        |

| Placering | Namn                        |
| --------- | --------------------------- |
| 1         | René Wolff (GER)            |
| 2         | José Antonio Escuredo (ESP) |
| 3         | Martin Nothstein (USA)      |
| 4         | Jeroslav Jerobek (SVK)      |
| 5         | Josiah Ng (MAS)             |
| 6         | Laurent Gané (FRA)          |
| 7         | Yang Hee-Chun (KOR)         |

| Placering | Namn                   |
| --------- | ---------------------- |
| 1         | Shane Kelly (AUS)      |
| 2         | Ivan Vrba (CZE)        |
| 3         | Teun Mulder (NED)      |
| 4         | Jose Sochon (GUA)      |
| 5         | Ross Edgar (GBR)       |
| 6         | Hong Suk-Hwan (KOR)    |
| 7         | Mickaël Bourgain (FRA) |
| REL       | Jose Villanueva (ESP)  |

### Första uppsamlingen
| Placering | Namn                   |
| --------- | ---------------------- |
| 1         | Jamie Staff (GBR)      |
| 2         | Jens Fiedler (GER)     |
| 3         | Jose Villanueva (ESP)  |
| 4         | Ross Edgar (GBR)       |
| 5         | Jeroslav Jerobek (SVK) |
| 6         | Laurent Gané (FRA)     |

| Placering | Namn                   |
| --------- | ---------------------- |
| 1         | Mickaël Bourgain (FRA) |
| 2         | Josiah Ng (MAS)        |
| 3         | Jose Sochon (GUA)      |
| 4         | Martin Nothstein (USA) |
| 5         | Toshiaki Fushimi (JPN) |

| Placering | Namn                     |
| --------- | ------------------------ |
| 1         | Theo Bos (NED)           |
| 2         | Lukasz Kwiatkowski (POL) |
| 3         | Hong Suk-Hwan (KOR)      |
| 4         | Teun Mulder (NED)        |
| 5         | Yang Hee-Chun (KOR)      |

### Andra omgången
| Placering | Namn                        |
| --------- | --------------------------- |
| 1         | Ryan Bayley (AUS)           |
| 2         | Josiah Ng (MAS)             |
| 3         | José Antonio Escuredo (ESP) |
| 4         | Ivan Vrba (CZE)             |
| 5         | Lukasz Kwiatkowski (POL)    |
| REL       | Jamie Staff (GBR)           |

| Placering | Namn                      |
| --------- | ------------------------- |
| 1         | Shane Kelly (AUS)         |
| 2         | René Wolff (GER)          |
| 3         | Mickaël Bourgain (FRA)    |
| 4         | Jens Fiedler (GER)        |
| DNF       | Theo Bos (NED)            |
| REL       | Labros Vasilopoulos (GRE) |

### Placeringslopp 7-12
| Placering | Namn                      |
| --------- | ------------------------- |
| 1         | Lukasz Kwiatkowski (POL)  |
| 2         | Jens Fiedler (GER)        |
| 3         | Labros Vasilopoulos (GRE) |
| REL       | Ivan Vrba (CZE)           |
| DNS       | Theo Bos (NED)            |
| DNS       | Jamie Staff (GBR)         |

### Final
| Placering | Namn                        |
| --------- | --------------------------- |
| 1         | Ryan Bayley (AUS)           |
| 2         | José Antonio Escuredo (ESP) |
| 3         | Shane Kelly (AUS)           |
| DNF       | Mickaël Bourgain (FRA)      |
| REL       | René Wolff (GER)            |
| REL       | Josiah Ng (MAS)             |